# Владимир Марчев
Владимир (Владе) Марчев е български учител и революционер, деец на Вътрешната македоно-одринска революционна организация.

## Биография
Владимир Марчев е роден през 1884 година в светиниколското село Неманици, тогава в Османската империя. Завършва Скопското българско педагогическо училище. Работи като учител и същевременно се присъединява към ВМОРО. През Младотурската революция от 1908 - 1909 година е четник.
През Балканските войни 1912 - 1913 година е македоно-одрински опълченец в четата на Тодор Александров и в Солунския доброволчески отряд.
Действа с чета в източната част на Вардарска Македония в 1915 година.
Живее в Кралството на сърби, хървати и словенци между 1918 и 1932 година, след което емигрира в Аржентина и САЩ. Негов син е революционерът и активист на МПО Андрей Марчев.